# Anders Malmström
Anders Malmström, född 1756 i Stora Malms församling, Södermanlands län, död 21 mars 1826 i Västra Ny församling, Östergötlands län, var en svensk bildhuggare.

## Verk (urval)
- 1799: Herrberga kyrka.[2]
- 1801: Västerlösa kyrka.[3]
- 1806: Medevi brunnskyrka.
- 1806: Ekebyborna kyrka.[4]
- 1808: Godegårds kyrka.[5]
- 1812 eller 1818: Västra Stenby kyrka.[6]
- 1812: Skeda kyrka.
- 1815: Rappestads kyrka.[7]